# Poza de Santa Isabel

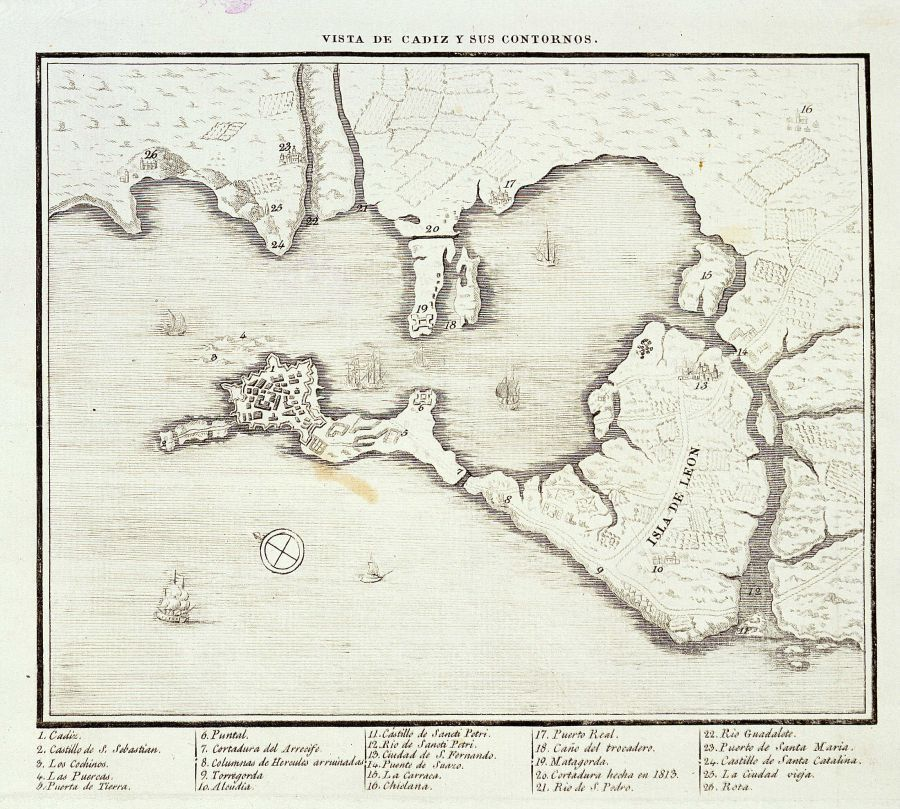
Vista de la bahia de Cádiz, donde se señala con el número 15 la ubicación de La Carraca, muy próximo a la Poza de Santa Isabel.

La Poza de Santa Isabel es un antiguo fondeadero de la Bahía de Cádiz, Andalucía, España. Se encuentra a 500 metros, aproximadamente, de la Playa de la Casería de San Fernando, frente al arsenal de La Carraca. Forma parte del canal de acceso a La Carraca, canal marino de suficiente profundidad para permitir la navegación por una zona de otra manera no adecuada. En las cartas marinas actuales este lugar no está representado, por lo que debe considerarse un fondeadero histórico.

## Histórico lugar
Fue un fondeadero habitual de los navíos en el interior de la Bahía de Cádiz a resguardo de los temporales, y en él se desarrolló el combate de la Poza de Santa Isabel por el que los navíos del Almirante francés François Étienne de Rosily-Mesros fueron apresados el 14 de junio de 1808. Muy próximo, en la costa, se encuentra el Frente Defensivo de la Poza de Santa Isabel, sistema histórico de defensas integrado por las baterías de Punta Cantera y la Casería.

## Sitio
Se encuentra ubicada en una zona central de la Bahía de Cádiz, en las coordenadas: 36°29′38″ N 6°12′53″ O.